# Hungerford Bridge
Hungerford Bridge er en bro, eller egentlig en gruppe på tre broer, over Themsen i London, mellem Waterloo Bridge og Westminster Bridge.
I sin nuværende form består den af en jernbanebro – iblandt kendt som Charing Cross Bridge – omgivet på siderne af to gangbroer som deler jernbanebroens grundudstikkere og som egentlig kaldes Golden Jubilee Bridges.
Broens sydlige side ligger nær Waterloo Station, County Hall, Royal Festival Hall og London Eye. Den nordlige side er i nærheden af Embankment undergrundsstation, Charing Cross Station og Victoria Embankment.
Hungerford Bridge var oprindelig tegnet af Isambard Kingdom Brunel og åbnede i 1845 som en hængebro for fodgængere. I 1859 blev broen opkøbt for at forlænge South Eastern Railway til den nyåbnede Charing Cross station. Jernbaneselskabet erstattede hængebroen med en konstruktion tegnet af John Hawkshaw. En gangvej på hver side blev tilføjet, men den ene blev senere fjernet da jernbanen blev udvidet. I 1951 fik den en ny, midlertidig gangvej i form af en gangbro bygget af hæren for den store britiske festival[kilde mangler]. Hungerford Bridge er den eneste i centrale London som kombinerer gangbro med jernbanebro. 
51°30′22″N 0°07′12″V / 51.50611°N 0.12000°V